# Jérémie Aliadière
Jérémie Aliadière (Rambouillet, 30 marzo 1983) è un ex calciatore francese, di ruolo attaccante.

## Caratteristiche
Era un attaccante che poteva essere impiegato anche nel ruolo di ala sinistra.
Nel 2001 è stato inserito nella lista dei migliori calciatori stilata da Don Balón.

## Carriera
Nel corso della sua carriera ha giocato con Arsenal, Celtic, West Ham, Wolverhampton, Middlesbrough, Lorient, Umm-Salal e Al-Mu'aidar.

## Palmarès

### Club

#### Competizioni giovanili
- FA Youth Cup: 1

Arsenal: 2000-2001

#### Competizioni nazionali
- Community Shield: 2

Arsenal: 2002, 2004
- Campionato inglese: 1

Arsenal: 2003-2004